# برونی، لمباردی
برونی (به ایتالیایی: Broni) یک کومونه در ایتالیا است که در استان پاویا واقع شده‌است. برونی ۲۰٫۹ کیلومتر مربع مساحت و ۹٬۲۷۹ نفر جمعیت دارد و ۸۸ متر بالاتر از سطح دریا واقع شده‌است.

## خواهرخوانده
شهر فرارا خواهرخواندهٔ برونی، لمباردی هست.